# Mortierella paraensis
Mortierella paraensis är en svampart som beskrevs av Pfenning & W. Gams 1993. Mortierella paraensis ingår i släktet Mortierella och familjen Mortierellaceae.   Inga underarter finns listade i Catalogue of Life.